# Zinder (região)
Zinder é uma região administrativa do Níger, e sua capital é a comuna de Zinder. A região abrange 145.430 km².
Zinder tem as seguintes fronteiras externas:
- Yobe (estado), Nigéria - Sudeste
- Jigawa (estado), Nigéria - Sul
- Katsina (estado), Nigéria - Sudoeste

Internamente, tem fronteira com as seguintes Regiões:
- Agadez - Norte
- Diffa - Leste
- Maradi - Oeste

## Divisões
De acordo com a Lei N°2011-22 de 8 de Agosto de 2011 Zinder está dividido em 11 Departamentos:
- Belbedji
- Damagaram Takaya
- Dungass
- Goure
- Kantche
- Magaria
- Mirriah
- Takeita
- Tanout
- Tesker
- Ville de Zinder